# Дренштайнфурт
Дренштайнфурт (нім. Drensteinfurt) — місто в Німеччині, знаходиться в землі Північний Рейн-Вестфалія. Підпорядковується адміністративному округу Мюнстер. Входить до складу району Варендорф.
Площа — 106,42 км2. Населення становить 15 540 ос. (станом на 31 грудня 2020).

## Географії

### Адміністративний поділ
Місто  складається з 3 районів:
- Дренштайнфурт
- Рінкероде
- Вальстедде